# Palais de l'archiduc Charles
Ne doit pas être confondu avec Palais de l'archiduc Charles-Louis.
Le palais de l'archiduc Charles est un palais de Vienne construit dans l'Innere Stadt.

## Histoire
Dans un document du XVe siècle, trois maisons sont reconstruites et agrandies à plusieurs reprises. En 1567, on construit une fonderie impériale. En 1603, l'empereur Rodolphe II décide d'une construction pour son secrétaire Heinrich Nickhardt. Entre 1707 et 1788, c'est le siège du prêt sur gage. En 1708, le bâtiment est revendu à l'hôtel-Dieu et reconstruit avec une nouvelle façade. En 1788, le prêt sur gage déménage, le bâtiment devient la propriété de Daniel Edlen von Zephranovich. En 1805, il revient à l'archiduc Charles, duc de Teschen puis en 1838 à Georg Simon von Sina.
De 1958 à 1960, l'association Caritas demande à l'architecte Josef Krawina (de) de faire du palais un centre culturel avec un théâtre et des chambres étudiantes. En 1998 et 2000, il est reconverti en musée, salles de répétitions et de concert. Aujourd'hui, il abrite la Maison de la Musique et le Musée de l'orchestre philharmonique de Vienne.

## Architecture
Indépendant sur trois côtés (Seilerstätte, Annagasse (de) und Walfischgasse), le bâtiment avec ses cinq étages a un aspect monumental. La façade baroque est attribuée à Franz Anton Pilgram (de).
Le grand escalier a des marches en pierre blanche et dure.

## Source, notes et références
- (de) Cet article est partiellement ou en totalité issu de l’article de Wikipédia en allemand intitulé « Palais Erzherzog Carl » (voir la liste des auteurs).